# 異状死
異状死（いじょうし）とは、「異状」な死の状態である。日本国の法令用語ではない。

## 日本の医師法における異状死

### 届出義務
医師法21条では、医師が異状死に遭遇した場合には警察に届け出ることを義務付けており、違反には刑事罰（2万円以下の罰金）も規定されている。この規定は日本国憲法第38条で規定された自己負罪拒否特権によって違憲とする説もあったが、消毒液を血液凝固阻止剤と取り違えて点滴して死亡した患者の届け出が遅れた都立広尾病院事件の2004年の最高裁判決で、「犯罪発見や被害拡大防止という公益が高い目的があり、また届出人と死体との関連の犯罪行為を構成する事項の供述までも強制されるわけではなく、捜査機関に対して自己の犯罪が発覚する端緒を与える可能性になり得るなどの一定の不利益を負う可能性は（人の生命を直接左右する診療行為を行う社会的責務を課する）医師免許に付随する合理的根拠のある負担として許容されるべき」として合憲判決が出ている。一方で、同高裁判決では「誤薬の可能性につき(中略)説明を受けた」という事実認定の下、「右腕の異状に明確に気付いていなかったのではないかとの疑いが残る」という点をもって、事故当日の医師法21条違反を否定した。高裁・最高裁判決ではいずれも「医師法21条にいう死体の『検案』とは，医師が死因等を判定するために死体の外表を検査すること」と判示したのみで、同規定に基づいて届け出るべき死の範囲には対立する見解が存在しており、明確な共通見解はいまだ存在していない。
福島県立大野病院事件で医師が起訴されたことで医師業界の波紋が広がった際に医師法21条が注目されたが、自己負罪拒否特権を巡るその他の判例での合憲などを一切無視し、安直に刑事処罰に対する自白強要と混同して、医師の異状死体の届出義務に反発する声が広がっている。

### 日本法医学会の見解
1994年5月に策定されたガイドラインに規定されるもので、「広義説」とも呼ばれる。このガイドラインでは、内因性急性死（病気が原因の突然死）、診療行為に関連した予期しない死亡、原因不明の死亡（孤独死、因果関係の不明な死亡）を包含して広義の異状死と提案している。この見解で特徴的なのは、いわゆる合併症による死亡も届け出るべき異状死に含むべきと規定していることであり、外科医師などリスクを負った積極的治療を行う医師からの反発が強い。
本見解における定義の拡大は、内因性急性死（病気が原因の突然死）、診療行為に関連した予期しない死亡が、適切な警察の検視や行政解剖の対象にならないまま、医療機関によって病死として最終処理され、急性心不全、老衰、脳卒中など曖昧な死因のまま日本人の死亡統計に反映されている社会状況を憂慮したものである。

### 日本外科学会の見解
上記の日本法医学会見解への対抗意見として提示されたものであり、「限定説」とも呼ばれる。
2001年4月に日本外科学会ほか外科関連13学会の共同で出された声明「診療に関連した『異状死』について」において、異状死とは「診療行為の合併症で合理的説明ができない死亡」であり「診療行為の合併症として予期された死亡」は異状死に含まれないことが主張された。
また、2002年7月の「診療行為に関連した患者の死亡・障害の報告についてのガイドライン」においては、重大な過誤の存在しない事例における合併症死が異状死に含まれないことを再確認するとともに、重大な医療過誤が存在する（または強く疑われる）場合の医療行為関連死あるいは重大な障害は、異状死と同様に届け出るべきであるとされた。

### 第三者機関設立を求める声明
2004年2月、日本内科学会、日本外科学会、日本病理学会、日本法医学会の4団体による共同声明「診療行為に関連した患者死亡の届出について〜中立的専門機関の創設に向けて〜」が提出された。この声明では、医療の安全性を高めるためには医療関連死の幅広い収集・分析ならびに患者（遺族）に対する情報提供が重要であること、そのためには犯罪の取り扱いを業とする警察機関は届け出先として不適切であること、届け出先として新たに専門的かつ中立的な分析機関が必要であることを訴えている。ただし、専門的な評価を仰ぐまでもなく重過失や犯罪性が疑われる場合には、従来通りの警察への届け出を行うべきとも主張している。
医療事故については、2014年の医療法改正において「提供した医療に起因し，又は起因すると疑われる死亡又は死産であって，当該管理者が当該死亡又は死産を予期しなかったものとして厚生労働省令で定めるもの（6条の10）」に該当するものは、医療事故調査・支援センターへの報告と調査義務が発生することとなった。

### 議論
異状死（意訳：abnormal death）は疾患に基づく病理学的死（意約：pathological death）と区別して考えるべきである。病理学的死における死因の究明は医師または病理医に委ねるべきだが、診療行為に関連した異状死は警察署の検視、監察医による検案または行政解剖を経て、適切な死体検案書を作成されることが要求される。たとえその異状死の原因が最終的に病理学的な異常に基づくものと判明しても、死因究明を第三者に委ねることが科学的根拠に基づく公正な判断に導くとされている。
監察医務院の整備された東京都などを除くと、日本のほとんどの道府県では医師の間で異状死の範囲と警察への届け出について十分な理解が得られていない状況である。
上記の4学会共同声明で求められたような中立的専門機関はいまだほとんど機能しておらず、対立する見解のどちらに拠って対応するか、また警察や検察がどちらの見解を採用するかは、その場その場の現場判断によって行われているのが現状である。しかしながら、外科学会説に従って合併症死を届け出なかったことによって逮捕された事例がある（福島県立大野病院事件ほか）ことや、法医学会説に従って明らかな合併症死を届け出ても「警察沙汰」となったことから「医療ミス」としての報道や医療訴訟といった社会的制裁を受ける場合がある（たとえば縫合不全の術後死亡例は「ミス」として報じられることが多いが、予期される術後合併症の1つである）ことより、医療従事者からは「どちらに転んでも恣意的に犯罪者扱いされる」という板挟み状態への批判がある。

## 日本の警察による分類
日本では、異状死体は警察機関に一元的に集められ、交通事故によるものは交通課が、それ以外は概ね刑事課が情報を取り扱う。刑事課は犯罪の嫌疑の有無の観点から死体の代行検視を行い、異状死体を犯罪死体、変死体、非犯罪死体の3種に分類する。
このようなスクリーニングは、「異状死体」の用語が規定されていた従前の旧犯罪捜査規範（昭和25年国家公安委員会規則第4号）に基づく取り扱いであったが、現在の犯罪捜査規範（昭和32年国家公安委員会規則第2号）で「異状死体」の用語が削除され、根拠規定がなくなって以降も各公安委員会・警察では慣例となって残っており、鳥取県・鳥取県警察などでは「変死体等措置要綱の制定」に関する例規通達の書面において見ることができる。